# Simpang III Pumu
Simpang III Pumu is een bestuurslaag in het regentschap Lahat van de provincie Zuid-Sumatra, Indonesië. Simpang III Pumu telt 1619 inwoners (volkstelling 2010).